# L'Orsalhèr
 France
Pour plus de détails, voir Fiche technique et Distribution.
L'Orsalhèr (Le Montreur d'ours) est un film français réalisé par Jean Fléchet, sorti en 1984 et dont les dialogues sont en occitan.

## Synopsis
Les pérégrinations d'un montreur d'ours natif de l'Ariège au milieu du XIXe siècle.

## Fiche technique
- Titre : Le Montreur d'ours (L'Orsalhèr)
- Réalisation : Jean Fléchet
- Scénario : Jean Fléchet, Léon Cordes, Michel Pujol
- Photographie : Renan Pollès, Marc Dumas
- Son : Henri Moline
- Musique : Guy Bertrand
- Montage : Mariette Gutherz
- Costumes : Françoise Dague
- Production : Les Films Verts - FR3 Cinéma - Leda Productions - C.M.C.C. (Centre Méditerranéen de Création Cinématographique)
- Producteur délégué : Jean Fléchet
- Directeur de production : Serge Friedman
- Pays d'origine :  France
- Langue : entièrement en occitan de gascogne
- Genre : Historique
- Durée : 107 minutes
- Date de sortie : 24 octobre 1984

## Distribution
- Patrice Icart : Gaston
- Nadia Slacik : Estella
- Pierrette Meyerie : Gabriela
- Marcel Amont : Pierre Agasse
- Pierre Aubert
- Rosina de Peira
- Simon Laguens
- Noëlle Veriac
- Bruno Cécillon
- Pierre Poux
- Léon Cordes
- Yves Rouquette
- Michel Pujol